# Georgina Pinedo
Georgina Pinedo (ur. 30 maja 1981 roku w Buenos Aires) – argentyńska siatkarka grająca na pozycji przyjmująca. Od stycznia 2014 roku występuje we włoskiej drużynie Volley 2002 Forlì Bolonia.

## Sukcesy klubowe
Mistrzostwo Korei Południowej:
- 2012

## Sukcesy reprezentacyjne
Mistrzostwa Ameryki Południowej:
- 2003

Mistrzostwa Ameryki Południowej:
- 2005

Puchar Panamerykański:
- 2008

Mistrzostwa Ameryki Południowej:
- 2009